# Maximiano de Constantinopla
Maximiano foi arcebispo de Constantinopla entre 25 de outubro de 431 até sua morte, em 12 de abril de 434.

## Biografia

### Primeiros anos e a deposição de Nestório
Em seus primeiros anos, Maximiano levou uma vida monástica e se tornou presbítero. O fato de ter construído, à sua custa, túmulos para abrigar os restos de homens santos conseguiu para ele uma reputação de santidade.
As decisões do Primeiro Concílio de Éfeso atiraram a igreja de Constantinopla na desordem. Uma grande parte dos cidadãos da cidade tinha muito apreço por Nestório, o arcebispo anterior, condenado no concílio. Já o clero, em uníssono, concordava com o anátema proferido ali. Quando a deposição se tornou um fato que não mais poderia ser disputado, uma grande excitação antecedeu a eleição de seu sucessor, com diversos candidatos à posição. Após quatro meses, chegou-se a um acordo em torno da eleição de Maximiano, ainda que Sócrates Escolástico afirme Maximiano só foi eleito por intervenção de "pessoas influentes", pois o preferido era Proclo, que acabaria por sucedê-lo.

### Tentativa de comunhão e anos finais
Em seus princípios, ele seguia os arcebispos anteriores, Crisóstomo, Ático e Sisínio. O Papa Celestino I escreveu para ele em termos elogiosos quando foi eleito, por voto unânime do clero, do imperador romano e do povo. A carta de Maximiano anunciando ao Papa a sua ascensão se perdeu, mas a que foi endereçada à São Cirilo sobreviveu, com sua grande eulogia à constância de Cirilo na defesa da causa de Jesus.
Era o costume que os ocupantes de sedes episcopais importantes, quando eleitos, enviassem cartas sinodais para os mais importantes bispos do mundo cristão, pedindo-lhes a afirmação de sua comunhão. Heládio de Tarso rejeitou a comunhão, e podemos concluir que Eutério de Tiana, Himério de Nicomédia e Doroteu de Marcianópolis também, pois Maximiano depôs todos eles. O Patriarca de Antioquia, João I, aprovou a recusa do bispo de Tarso e o elogiou por ele ter se recusado a incluir o nome de Maximiano nos dípticos de sua igreja.
O apelo por comunhão de Maximiano continuou por algum tempo. O Papa Sisto III escreveu-lhe diversas vezes, urgindo-o a estender a sua caridade para todos os que pudesse se reconciliar. Maximiano não poupou esforços e, ainda que ele estivesse muito próximo de Cirilo de Alexandria,  ele o pressionou fortemente para que desistisse de seus anátemas, que parecia então ser um obstáculo insuperável à reunião. Ele chegou até mesmo a escrever para o secretário do imperador, Aristolau, o tribuno, que estava muito interessado na paz, quase que reclamando que ele não pressionava Cirilo o suficiente sobre o assunto; e para o seu arquidiácono, Epifânio.
Uma vez restaurada a harmonia, João de Antioquia e os demais bispos do oriente escreveram à Maximiano uma carta de comunhão, indicando-lhe seu consentimento a respeito da eleição e à deposição de Nestório. Cirilo também escreve para ele, atribuindo o resultado à força de suas orações. Uma carta a Maximiano, de Aristolau, que o arcebispo fez ler em sua igreja para o povo, foi considerada espúria por Doroteu de Marcianópolis, por tomar partido de Maximiano de maneira tão decisiva.
Maximiano morreu em serviço. De todas as suas cartas, apenas a endereçada a São Cirilo sobreviveu.